# Ruanda-Urundi
Ruanda-Urundi – dawne terytorium mandatowe Belgii.
Podczas I wojny światowej oddziały belgijskie zajęły wchodzące w skład Niemieckiej Afryki Wschodniej Królestwo Rwandy i Królestwo Burundi.
Traktat wersalski z 1919 r. dokonał podziału Niemieckiej Afryki Wschodniej na brytyjską Tanganikę i Belgijskie Terytoria Afryki Wschodniej, które od 1922 r. stały się terytorium mandatowym Ligi Narodów.
Belgowie nie wypełniali zobowiązań wynikających z przyznania im mandatu, zaprowadzając w Ruandzie-Urundi podobny system wyzysku jak w Kongu Belgijskim.
Belgowie przyczynili się również do znacznego pogłębienia konfliktów pomiędzy Hutu i Tutsi. Władze belgijskie współpracowały z arystokracją Tutsi, blokując jednocześnie Hutu drogę do społecznego awansu.
W 1946 r. Ruanda-Urundi stała się terytorium powierniczym ONZ. Jednocześnie zobowiązano Belgię do przyznania terytorium niepodległości w ciągu najbliższych dekad.
W 1959 r. Rwanda i Burundi otrzymały autonomię wewnętrzną.
W listopadzie 1959 w Rwandzie wybuchła wojna domowa. Zakończyła się ona w 1961, kiedy Hutu przy całkowicie biernej postawie Belgów obalili króla i przejęli władzę w kraju.
Utrata przez Belgów kolonii w Kongu w 1960 r. przyczyniła się do nadaniu Rwandzie i Burundi niepodległości 1 lipca 1962.